# ドリシュタデュムナ
ドリシュタデュムナ（Sanskrit:  धृष्टद्युम्न、dhṛṣṭadyumna、大胆な、あるいは堂々としたという意味）は叙事詩マハーバーラタの登場人物である。ドルパダの息子でドラウパディー、シカンディンの兄。ドラウパダ（Draupada）としても知られる。また彼は火神アグニの化身だとも。クルクシェートラの戦いではパーンダヴァ軍の司令官を務めた。ドローナが瞑想しているときに、ドリシュタデュムナはクル族の王子たちの師である彼を殺した。ドローナの息子アシュヴァッターマンは戦争18日目の夜にドリシュタデュムナを殺した。